# 穆罕默德二世 (格拉納達)
穆罕默德二世（阿拉伯语：‎，約1235年—1302年）是穆罕默德一世之子，格拉納達酋長國的第二任統治者。

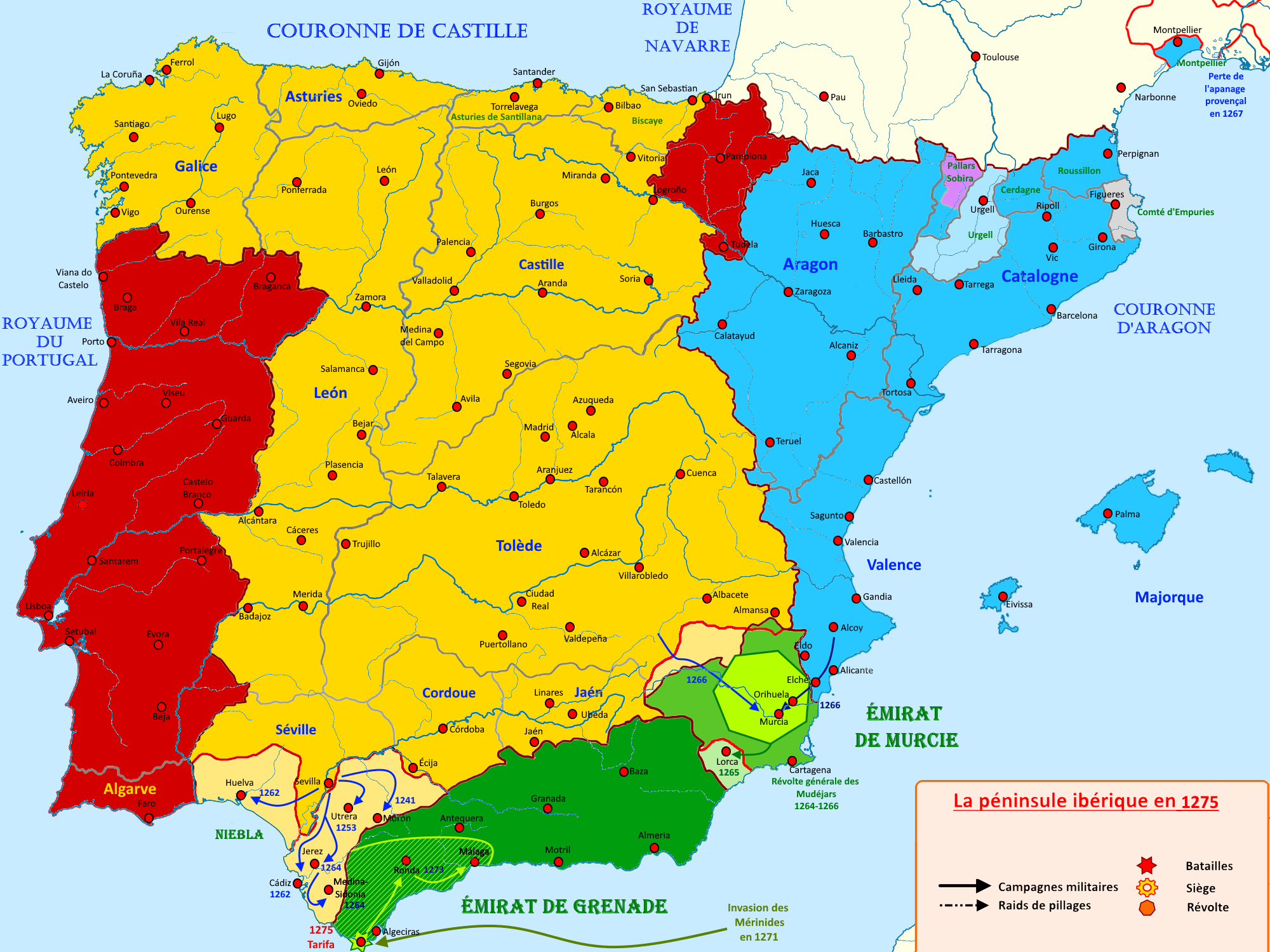
1275年的伊比利半島，綠色為格拉納達酋長國

穆罕默德二世在1273年父親去世後登上王位。他在位期間，北方基督教國家的收復失地運動持續進行，因此穆罕默德二世向摩洛哥蘇丹阿布·优素福·雅各布·本·阿卜杜勒-哈克請求支援，1275年在埃西哈擊敗了進犯的卡斯蒂利亞軍隊。他在1302年去世，王位傳給兒子穆罕默德三世。